# 双带拟捻螺
双带拟捻螺（学名：Acteocina cinctella）为拟捻螺科拟捻螺属的动物。根據舊有紀錄，本物種見於中国大陆近海的潮下带泥砂质底。然而有關紀錄無法核實，本物種存在與否存疑。

## 參看
- Acteocina culcitella